# Cool Britannia

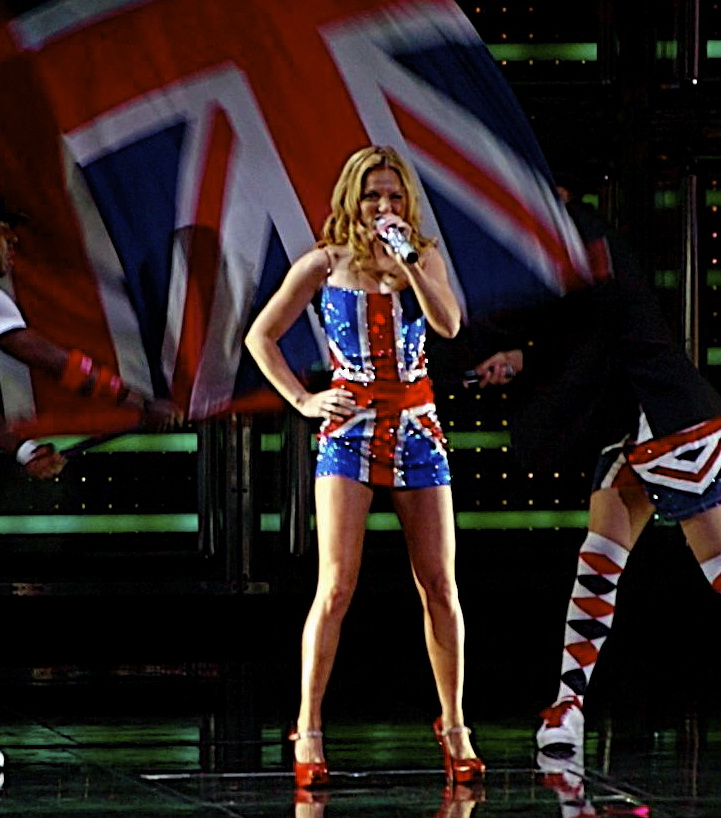
Un'icona della Cool Britannia: Geri Halliwell delle Spice Girls con il suo abito Union Jack rosso, bianco e blu.

Il termine Cool Britannia denota un periodo di aumentato orgoglio nei confronti della cultura del Regno Unito durato per la maggior parte degli anni Novanta, ispirato dalla cultura popolare degli anni Sessanta. Il successo del Britpop e di gruppi musicali come le Spice Girls e gli Oasis portò ad un rinnovato sentimento di ottimismo nel Regno Unito, che seguì ai tumultuosi anni Settanta ed Ottanta. Il nome è un calembour sul titolo del canto patriottico britannico "Rule, Britannia!".

## Origini del termine
L'espressione "Cool Britannia" fu usata per la prima volta nel 1967 come titolo di una canzone della Bonzo Dog Doo Dah Band. L'espressione "Cool Britannia" riapparì all'inizio del 1996 come marchio registrato di un gelato dell'azienda Ben & Jerry's, e il suo uso nei mass media e nella pubblicità sembrò catturare il "rinascimento culturale" della Londra dell'epoca (che fu celebrato nel 1996 in una copertina della rivista Newsweek intitolata "London Rules" ("Londra domina"). L'elezione, per la prima volta dal 1979, di un governo laburista (avvenuta nel 1997), guidato da Tony Blair in cui molti vedevano un politico giovane, attraente e "cool", fu uno dei principali stimoli che diedero al Regno Unito una sensazione di euforia e ottimismo.
Il termine veniva utilizzato in modo simile a "Swinging London" che denotava l'esplosione dell'arte, della moda e della musica pop durante i primi anni del governo laburista di Harold Wilson.  Il parallelismo era particolarmente appropriato dato che, come Blair, anche Wilson era considerato un primo ministro relativamente giovane, la sua amministrazione mise fine ad un lungo periodo di governi conservatori (offuscati nell'ultimo periodo da numerosi scandali), e la prima parte del suo mandato coincise con un periodo di prosperità economica. Molti degli artisti che venivano etichettati come Cool Britannia erano apertamente ispirati dalla musica, dalla moda e dall'arte degli anni Sessanta.

## Cultura degli anni Novanta

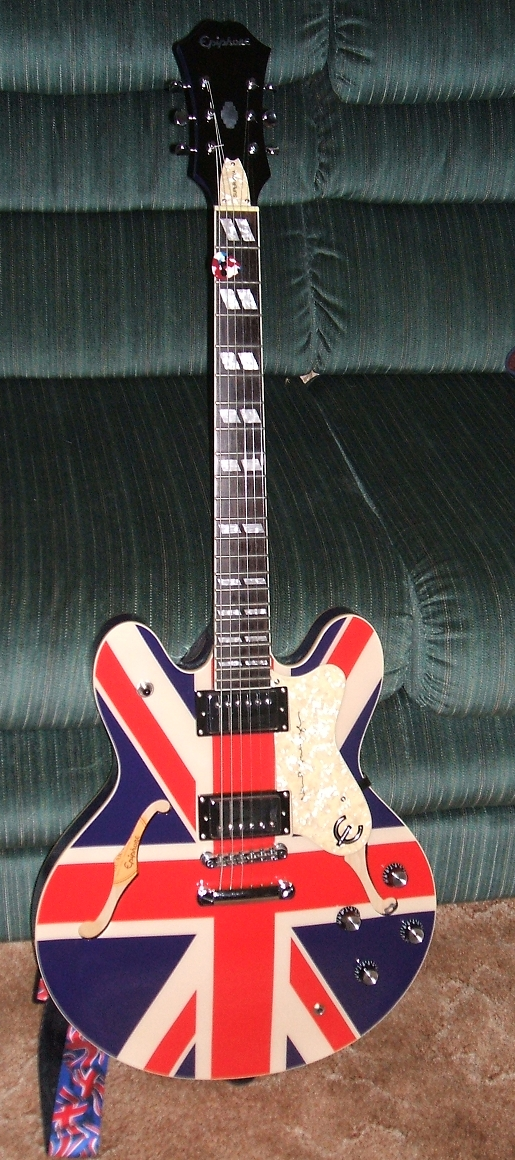
Una replica della Epiphone Sheraton di Noel Gallagher

Benché non si possa dire che il termine abbia un significato preciso, "Cool Britannia" si riferiva alla mutevole scena londinese in voga in quel periodo: discoteche come il Ministry of Sound e il club underground Megatripolis che si teneva nella discoteca Heaven, i gruppi degli anni Novanta come i Blur e gli Oasis, i designer di moda, gli Young British Artists e le varie riviste del periodo. Inoltre Cool Britannia riassumeva lo zeitgeist nel Regno Unito durante il movimento Britpop di metà anni Novanta, quando avvenne la rinascita di una musica rock e pop autenticamente britannica, da parte di gruppi come Oasis, Blur, Suede, Supergrass, Pulp, The Verve ed Elastica, come anche le Spice Girls. Il rinnovato orgoglio britannico (rinforzato a partire dal 1993 dalla crescita forte ed ininterrotta dell'economia britannica), si incarnò in oggetti divenuti vere e proprie icone, come la chitarra con la bandiera britannica di Noel Gallagher e il succinto abito Union Jack di Geri Halliwell, che indossò ai Brit Awards 1997. Nella letteratura e nel cinema si ricordano Irvine Welsh e la trasposizione cinematografica di Trainspotting. Anche il campionato di calcio Euro 96, ospitato in Inghilterra, è considerato un evento che ha incoraggiato una rinascita del patriottismo, specialmente nell'Inghilterra. John Major, che era primo ministro all'epoca, se ne prese il merito con una famosa dichiarazione (novembre 1996).
Nel marzo del 1997 Vanity Fair pubblicò un'edizione speciale sulla Cool Britannia con Liam Gallagher e Patsy Kensit in copertina; il titolo recitava "London Swings! Again!" ("Londra dondola! Di nuovo!"). Nel numero comparivano personalità come Alexander McQueen, Damien Hirst, Graham Coxon e lo staff editoriale della rivista Loaded. Ma nel 1998 il The Economist commentava che "molte persone sono già stanche di questa espressione", e alcuni politici laburisti di lungo corso, come il segretario agli Esteri Robin Cook, sembravano imbarazzati dal suo uso. A partire dal 2000 - dopo il declino del Britpop come genere musicale a sé stante - continuò ad essere usato prevalentemente in senso derisorio o ironico.
A livello regionale sono nati termini simili per fenomeni di questo tipo; nel Galles e nella Scozia sono stati usati rispettivamente "Cool Cymru" e "Cool Caledonia".